# Dom marzeń
Dom Marzeń, pierwsza powieść niemieckiego pisarza Ericha Marii Remarque’a z 1920 r. Tytuł oryginalny – Die Traumbude. Tłumaczenie polskie – Andrzej Zawilski, Rebis, Poznań 2001 r.

## Ogólna charakterystyka
Akcja powieści rozgrywa się w Niemczech, zapewne przed pierwszą wojną światową. Opowiada o losach Fritza Schramma – malarza i poety, który po stracie swojej ukochanej – Lu – maluje obraz przedstawiający złamanego artystę i ideał kobiety. Modelkę znajduje we wrażliwej dziewczynie o urodzie anioła, którą nazywa Mignon. A tymczasem jego przyjaciel – Ernst, zakochany w niej, wyjeżdża na studia do Lipska i poznaje operową diwę, która pociąga go w swe zmysłowe ramiona i w wir światowego życia. Tymczasem ciężko chory Fritz umiera. Ernsta ściąga do miasta dopiero wiadomość o jego śmierci. Załamany płacze nad losem przyjaciela i komponuje utwór ku jego pamięci.
W pierwszej powieści Remarque’a, w niemałym stopniu autobiograficznej, pojawiają się już zapowiedzi motywów charakterystycznych dla późniejszej jego twórczości: trawiący bohaterów egzystencjalny niepokój, przemożony wpływ kobiet na ich życie, a wszystko przesycone niezwykle nastrojową aurą.

## Postacie
- Fritz Schramm – malarz i poeta, guru cyganerii w Osnabrück;
- Ernst Winter – kompozytor i przyjaciel Fritza, rozdarty między dwoma żywotami – spokojnym przy swojej ukochanej i szybkim i głośnym przy boku operowej diwy
- Fried – jeden z „wychowanków” Fritza
- Lanna Reiner – operowa diwa, piękna, bogata, pożądana przez mężczyzn
- Eugen – student, kolega Ernsta